# Bieniaszowice
Bieniaszowice (prononciation : [bjɛɲaʂɔˈvit͡sɛ]) est une localité polonaise de la gmina de Gręboszów, située dans le powiat de Dąbrowa en voïvodie de Petite-Pologne.